# Neapolitanische Schule (Musik)
Die Neapolitanische Schule bezeichnet eine Komponistengruppe, die ab 1650 über ca. hundert Jahre – von Neapel ausgehend – die Geschichte der Oper maßgeblich bestimmte.

## Beschreibung
Im engeren Sinne verbindet man mit der neapolitanischen Schule einen musikalischen Stil, der vor allem ab den 1720er Jahren in ganz Europa Erfolg hatte, stilistisch zwischen Spätbarock und Vorklassik liegt und sich durch eine gewisse Leichtigkeit und Durchsichtigkeit auszeichnet. Relativ oft wurde bei Stücken in Moll der Neapolitanische Sextakkord verwendet, der deshalb ab dem 19. Jahrhundert nach der neapolitanischen Schule benannt wurde.
Neapel war im 18. Jahrhundert die Hauptstadt des gleichnamigen Königreichs und nach Paris und London die drittgrößte Stadt Europas. Der französische Gelehrte Charles de Brosses bezeichnete sie 1739 als „Hauptstadt der musikalischen Welt“.
Eine entscheidende Voraussetzung für die Entstehung des Phänomens waren die vier in ganz Europa bekannten Konservatorien in Neapel, wo einheimische und fremde Musiker und Komponisten eine fundierte Ausbildung bekamen oder selbst als Lehrer tätig waren,
- das Santa Maria di Loreto,
- die Pietà dei Turchini,
- das Sant’Onofrio und
- die Poveri di Gesù Cristo.

Die Konservatorien gehörten außerdem zu den bekanntesten Ausbildungsstätten für junge Kastraten, die später in den Kirchen und Opernhäusern Neapels und ganz Italiens glänzten, berühmte Gesangsstars wie Matteuccio, Farinelli und Caffarelli gingen aus ihnen hervor.
Als Begründer der neapolitanischen Schule gilt Francesco Provenzale, als erster führender Meister wird oft Alessandro Scarlatti angesehen, obwohl dieser weder aus Neapel stammte noch dort aufgewachsen und außerdem auch in Rom tätig war. Der Neapel-Spezialist Dinko Fabris stellt Scarlattis Rolle als „Haupt der neapolitanischen Schule“ sogar völlig in Zweifel, er sieht ihn eher als einen inspirierenden Fremdkörper, der der neapolitanischen Theatermusik allerdings zum ersten Mal eine „internationale und europäische Dimension“ verliehen habe. 

Zu den bekanntesten und bedeutendsten Komponisten der Neapolitanischen Schule des 18. Jahrhunderts gehören Nicola Porpora, Francesco Durante, Leonardo Vinci, Francesco Feo, Leonardo Leo, Francesco Mancini, Giovanni Battista Pergolesi und Johann Adolph Hasse. Später folgten Niccolò Jommelli, Tommaso Traetta, Niccolò Piccinni, Giovanni Paisiello und Domenico Cimarosa. Bekannte Textdichter, deren Libretti von den Komponisten der Neapolitanischen Schule vertont wurden, waren Pietro Metastasio und Apostolo Zeno.
Bestimmende Gattung war zunächst die Opera seria mit ihren idealisierten mythologischen Helden oder Königen und einer festgefügten musikalischen Abfolge von Rezitativ (für die Handlung) und Da-capo-Arie (Zustandsschilderung). In der zweiten Hälfte des 18. Jahrhunderts wurden die starren Formen zugunsten einer größeren Dramatik durch vermehrten Einsatz orchesterbegleiteter Accompagnato-Rezitative und Zusammenschlüsse einzelner Nummern zu größeren Szenen erweitert. Als Ouvertüre erfolgte eine dreiteilige Sinfonia – alle genannten Merkmale sind allerdings nicht typisch oder ausschließlich neapolitanisch, sondern kommen auch in Werken venezianischer oder anderer Komponisten vor (Bononcini, Albinoni, Pollarolo, Vivaldi, Caldara, Galuppi u. a.).
Eine bedeutende Vorreiterrolle spielten die Neapolitaner auch beim Erfolg der Opera buffa im 18. Jahrhundert. Als Schlüsselwerk gilt dabei La serva padrona von Pergolesi, das ursprünglich als heiteres Intermezzo zwischen den Akten einer Opera seria aufgeführt wurde. Später entwickelte sich die Opera buffa zu einer eigenständigen Gattung, deren berühmteste und international anerkannte Meister Piccinni, Cimarosa und Paisiello waren.
Eine typisch neapolitanische Opernform des frühen 18. Jahrhunderts war die Commedia per musica (bzw. auf Neapolitanisch „Commeddeja pe mmuseca“). Die Handlung spielt üblicherweise in der (damaligen) Gegenwart in der Umgebung Neapels. Die Szene ist starr und stellt eine Straße zwischen zwei Landhäusern dar. Die Personen basieren entweder auf denen der Commedia dell’arte oder sind verliebt. Üblicherweise gibt es ein unerkannt aufgewachsenes Findelkind, das von mehreren anderen Personen gleichzeitig geliebt wird. Gegen Ende stellt sich dann die wahre Identität dieser Person als enger Verwandter der meisten Verehrer heraus, so dass nur noch ein Bewerber übrig bleibt. Neben burlesken Elementen gibt es Anspielungen an die Opera seria und an das Gesellschaftsleben. Eine häufig verwendete Musikform ist die schlichte „canzona“, die oft Strophenform hat. Die Oper wird gewöhnlich mit einer solchen „canzona“ im Sicilianorhythmus eingeleitet. Die Verwendung des neapolitanischen Dialekts ist ebenfalls typisch, wurde aber ab 1720 allmählich zurückgedrängt und auf die Buffo-Partien beschränkt. Beispiele für diese Gattung sind Vincis Li zite ’ngalera (1722), Pergolesis Lo frate ’nnamorato (1734) und Il Flaminio (1735) sowie Leonardo Leos Anfang des 21. Jahrhunderts wiederentdeckte Oper L’Alidoro aus dem Jahr 1740.
Das bedeutendste Theater der Stadt war zunächst das San Bartolomeo, das 1621 gegründet, aber nach einem Brand 1681 völlig neu wieder aufgebaut wurde. Es wurde ab 1737 durch das Teatro San Carlo abgelöst. In diesen beiden Häusern wurde fast ausschließlich die aristokratische Opera seria gepflegt (abgesehen von Intermezzi). Daneben waren seit Beginn des 18. Jahrhunderts mehrere andere Theater eröffnet worden, die in erster Linie auf komische Opern spezialisiert waren, welche besonders beim einfacheren Volk beliebt waren:  das Teatro dei Fiorentini 1707, das Teatro della Pace 1724 und das Teatro Nuovo.
Eine allzu starre Eingrenzung auf die Oper wird dem Phänomen der neapolitanischen Schule allerdings nicht gerecht, da bedeutende Komponisten wie Provenzale, Scarlatti, Francesco Durante, Pergolesi, Jommelli u. a. auch Bedeutendes im Bereich der Kirchenmusik schufen, die noch bis Anfang des 18. Jahrhunderts auch den Schwerpunkt der neapolitanischen Musik bildete. Herausragendes und berühmtestes Beispiel ist Pergolesis Stabat Mater.
Reine Instrumentalmusik spielte im Schaffen der meisten Neapolitaner keine besondere oder gar keine Rolle, als Ausnahme müssen die Cembalosonaten von Domenico Scarlatti gelten, der aufgrund seiner Originalität und stilistisch aber ohnehin eher eine Einzelerscheinung ist, wenn auch mit neapolitanischen (und später iberischen) Einflüssen.
Eine Abgrenzung der neapolitanischen Schule von anderen musikalischen Strömungen der Zeit ist prinzipiell schwierig, da z. B. auch deutsche Komponisten wie Hasse oder Johann Joachim Quantz in Neapel bei Alessandro Scarlatti studiert hatten und von dem Stil der jüngeren neapolitanischen Generation beeinflusst waren. Weniger direkt, aber ebenfalls von der neapolitanischen Schule beeinflusst wurden unter anderen auch Christoph Willibald Gluck und Wolfgang Amadeus Mozart.